# キンモグラ科

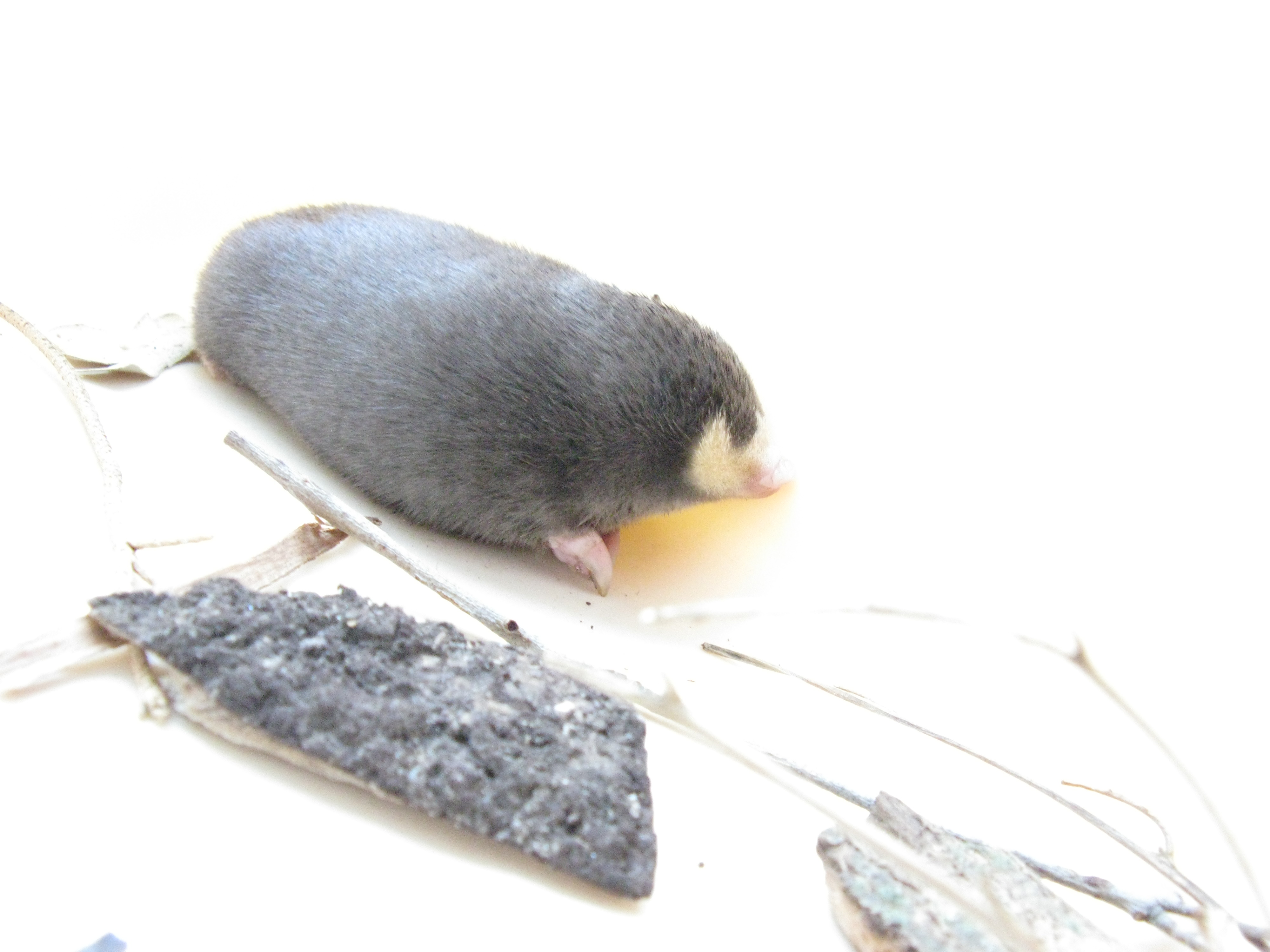
ケープキンモグラ Chrysochloris asiatica

キンモグラ科（Chrysochloridae）は哺乳綱アフリカ獣上目アフリカトガリネズミ目の科。モグラ（ローラシア獣上目真無盲腸目）やフクロモグラ（有袋類フクロモグラ目）のような穴掘り、地中生活に適した形態であり、同様のニッチを占めるが、別系統であり、収斂進化の結果である。

## 種
現生種
川田ほか（2018）による。
- キンモグラ科 Chrysochloridae
  - ケープキンモグラ亜科 Chrysochlorinae
    - アレンドキンモグラ属 Carpitalpa
      - アレンドキンモグラ Carpitalpa arendsi

    - ヒメキンモグラ属 Chlorotalpa
      - ミドリヒメキンモグラ Chlorotalpa duthieae
      - ハナジロヒメキンモグラ Chlorotalpa sclateri

    - ケープキンモグラ属 Chrysochloris
      - ケープキンモグラ Chrysochloris asiatica
      - ウガンダキンモグラ Chrysochloris stuhlmanni
      - ビサギーキンモグラ Chrysochloris visagiei

    - オオキンモグラ属 Chrysospalax
      - オオキンモグラ Chrysospalax trevelyani
      - ムクゲキンモグラ Chrysospalax villosus

    - ウィントンキンモグラ属 Cryptochloris
      - ウィントンキンモグラ Cryptochloris wintoni
      - ジルキンモグラ Cryptochloris zyli

    - サバクキンモグラ属 Cryptochloris Eremitalpa
      - サバクキンモグラ Cryptochloris granti

  - ホッテントットキンモグラ亜科 Amblysominae
    - ホッテントットキンモグラ属 Amblysomus
      - フィンボスキンモグラ Amblysomus corriae
      - ホッテントットキンモグラ Amblysomus hottentotus
      - マーレイキンモグラ Amblysomus marleyi
      - ヒメオオキンモグラ Amblysomus robustus
      - ハイベルドキンモグラ Amblysomus septentrionalis

    - キイロキンモグラ属 Calcochloris
      - コンゴキンモグラ Calcochloris leucorhinus
      - キイロキンモグラ Calcochloris obtusirostris
      - ソマリキンモグラ Calcochloris tytonis

    - ガニングキンモグラ属 Neamblysomus
      - ガニングキンモグラ Neamblysomus gunningi
      - ジュリアナキンモグラ Neamblysomus julianae

絶滅種
- †プロクリソクロリス †Prochrysochloris miocaenicus[2]